# 5508 Gomyou
Az 5508 Gomyou (ideiglenes jelöléssel 1988 EB) a Naprendszer kisbolygóövében található aszteroida. 66724 fedezte fel 1988. március 9-én.